# Cephalostachyum pallidum
Cephalostachyum pallidum är en gräsart som beskrevs av William Munro. Cephalostachyum pallidum ingår i släktet Cephalostachyum och familjen gräs. Inga underarter finns listade i Catalogue of Life.